# Gräfenmühle (Köln-Dellbrück)

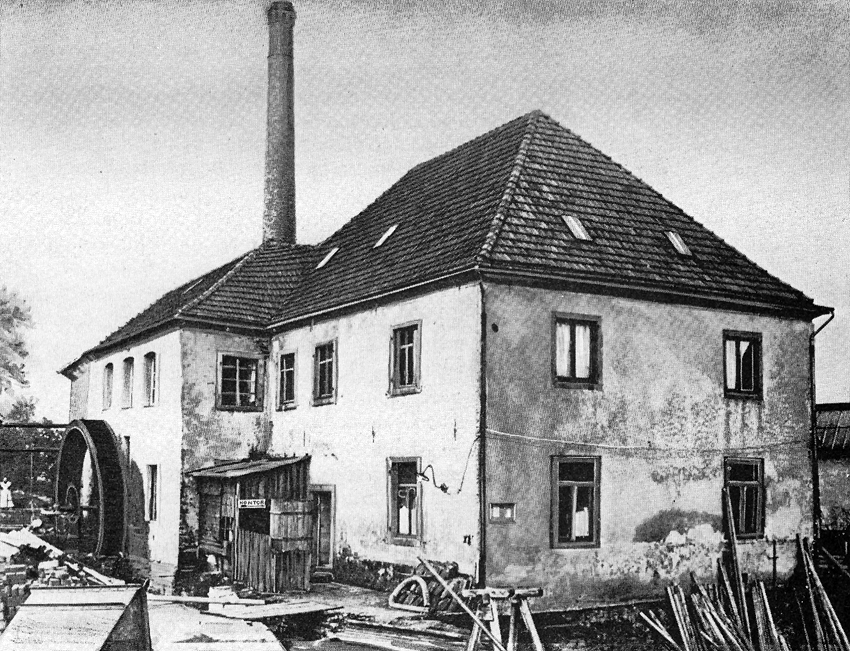
Die Gräfenmühle um 1905

Die Gräfenmühle war eine Wassermühle in Köln-Dellbrück an der Strunde.

## Geschichte
Die frühe Zeit der Mühle ist nicht belegt. Erstmals erfährt man, dass die Mühle im Dreißigjährigen Krieg zerstört worden sei. 1784 wird Urban Wiesdorf als Pächter urkundlich erwähnt. Gegen Ende des 19. Jahrhunderts hatten die Gebrüder Lennartz eine Fahrradfabrik in der Gräfenmühle eingerichtet. Im Jahr 1905 entstand hier die Firma Radium Rubber Ltd. mit einer Gummifabrikation. Noch bis nach dem Zweiten Weltkrieg diente das unterschlächtige Wasserrad als Antrieb. Man fertigte zum Beispiel Badehauben, Luftballons, Hygieneartikel, aufblasbare Figuren, Handschuhe, Tennisschuhe, Stiefel usw. Die alte Mühle musste 1978 den neuen Fabrikgebäuden weichen, die in den 1990er Jahren zu Wohnzwecken umgebaut wurden.